# Hlapa
Hlapa je naselje u općini Dobrinj na otoku Krku u Republici Hrvatskoj. Dijeli se na Gornju, iznad seoske crkvice, i Donju Hlapu.

## Smještaj
Hlapa se nalazi u sjeveroistočnom dijelu otoka Krka, na pola puta između općinskog središta Dobrinja i uvale i mjesta Soline, od kojih je udaljena oko 2,5 kilometra. 

## Porijeklo naziva
Prema toponomastičaru Ivi Jelenoviću, naziv je nedvojbeno praslavenskog porijekla, od riječi „hlapoc“ – predmet koji zatvara drvenu napravu koja se vješa ovcama i kozama oko vrata, tzv. konablja.

## Stanovništvo
Prema popisu stanovništva iz 2001. godine, u Hlapi su živjela 62 stanovnika.
Tako je zabilježen prvi porast broja stanovnika nakon točno sto godina. Naime, početkom 20. stoljeća Hlapa je imala oko 130 stanovnika, a najviše 1910. godine 154, da bi već 30-etih godina istog stoljeća počeo postepeni, ali kontinuirani pad stanovništva. Dok je većina drugim mjesta na otoku Krku nakon izlaska otoka iz prometne izolacije izgradnjom Krčkog mosta 1980. godine i Zračne luke Rijeka, krajem, 20. stoljeća zabilježilo porast broja stanovnika, u Hlapi je 1991. godine dosegnut minimum od 57 žitelja.
| broj stanovnika |       |       | 34    | 134   | 133   | 154   | 143   | 114   | 112   | 103   | 92    | 67    | 67    | 57    | 62    | 63    | 91    |
|                 | 1857. | 1869. | 1880. | 1890. | 1900. | 1910. | 1921. | 1931. | 1948. | 1953. | 1961. | 1971. | 1981. | 1991. | 2001. | 2011. | 2021. |

## Gospodarstvo
Sam naziv mjesta upućuje da je stočarstvo, poglavito ovčarstvo bilo kroz povijest glavna privredna grana Hlape. U novije vrijeme njegov značaj opada, a sve važniju djelatnost predstavlja turizam. Međutim, još uvijek se radi tek o začetku turističkog razvoja poglavito u vidu izgradnje novih ili adaptacije starih autohtonih kamenih kuća u smještajne kapacitete. Ugostiteljskih objekata nema.
Velike probleme lokalnim pastirima čini alohtona divljač, divlje svinje i medvjedi, koji uništavaju čitava stada ovaca.
Obnovljen je dio starih, zapuštenih maslinika u okolini Hlape, a posađeni su i neki novi u čemu pomaže i općina subvencioniranjem kupnje sadnica maslina.
U Hlapi se nalazi i jedno od postrojenja najvećeg općinskog gospodarskog subjekta, građevinskog poduzeća.

## Vanjske poveznice
- Službene stranica Općine Dobrinj  Arhivirana inačica izvorne stranice od 16. veljače 2010. (Wayback Machine)
- Službene stranice Turističke zajednice Općine Dobrinj  Arhivirana inačica izvorne stranice od 26. srpnja 2010. (Wayback Machine)